# Rännelanda socken
Rännelanda socken i Dalsland ingick i Valbo härad, ingår sedan 1974 i Färgelanda kommun och motsvarar från 2016 Rännelanda distrikt.
Socknens areal är 49,3 kvadratkilometer varav 47,08 land. År 2000 fanns här 256 invånare. Sockenkyrkan Rännelanda kyrka ligger i socknen.   

## Administrativ historik
Socknen har medeltida ursprung. 
Vid kommunreformen 1862 övergick socknens ansvar för de kyrkliga frågorna till Rännelanda församling och för de borgerliga frågorna bildades Rännelanda landskommun. Landskommunen uppgick 1952 i Högsäters landskommun som 1974 uppgick i Färgelanda kommun. Församlingen uppgick 2010 i Rännelanda-Lerdals församling.
1 januari 2016 inrättades distriktet Rännelanda, med samma omfattning som församlingen hade 1999/2000.  
Socknen har tillhört län, fögderier, tingslag och domsagor enligt vad som beskrivs i artikeln Valbo härad. De indelta soldaterna tillhörde Västgöta-Dals regemente och Vedbo kompani.

## Geografi
Rännelanda socken ligger nordväst om Vänersborg kring en biå till Valboån och med Häresjön i sydväst. Socknen har odlingsbygd vid ån och är i övrigt en skogsbygd.

## Fornlämningar
En hällkista från stenåldern har påträffats. Från järnåldern finns gravhögar.

## Namnet
Namnet skrevs 1531 Rendelande och kommer från en bebyggelse vid kyrkan. Efterleden är land. Förleden kan vara ett äldre namn på ån vid kyrkan som då innehållit ränna, 'rinna'.
Namnet skrevs före 22 augusti 1913 Rennelanda socken.

## Befolkningsutveckling
| Befolkningsutvecklingen i Rännelanda socken 1750–1990                                                   | Befolkningsutvecklingen i Rännelanda socken 1750–1990 | Befolkningsutvecklingen i Rännelanda socken 1750–1990 | Befolkningsutvecklingen i Rännelanda socken 1750–1990 | Befolkningsutvecklingen i Rännelanda socken 1750–1990 |
| --- | ----------------------------------------------------- | ----------------------------------------------------- | ----------------------------------------------------- | ----------------------------------------------------- |
| |                                                       |                                                       |                                                       |                                                       |
| År |                                                       |                                                       | Folkmängd                                             |                                                       |
| 1750 | 1750                                                  |                                                       | 569                                                   |                                                       |
| 1760 | 1760                                                  |                                                       | 563                                                   |                                                       |
| 1769 | 1769                                                  |                                                       | 573                                                   |                                                       |
| 1780 | 1780                                                  |                                                       | 637                                                   |                                                       |
| 1790 | 1790                                                  |                                                       | 638                                                   |                                                       |
| 1800 | 1800                                                  |                                                       | 623                                                   |                                                       |
| 1810 | 1810                                                  |                                                       | 568                                                   |                                                       |
| 1820 | 1820                                                  |                                                       | 635                                                   |                                                       |
| 1830 | 1830                                                  |                                                       | 794                                                   |                                                       |
| 1840 | 1840                                                  |                                                       | 884                                                   |                                                       |
| 1850 | 1850                                                  |                                                       | 978                                                   |                                                       |
| 1860 | 1860                                                  |                                                       | 1 171                                                 |                                                       |
| 1870 | 1870                                                  |                                                       | 1 214                                                 |                                                       |
| 1880 | 1880                                                  |                                                       | 1 168                                                 |                                                       |
| 1890 | 1890                                                  |                                                       | 1 031                                                 |                                                       |
| 1900 | 1900                                                  |                                                       | 1 063                                                 |                                                       |
| 1910 | 1910                                                  |                                                       | 948                                                   |                                                       |
| 1920 | 1920                                                  |                                                       | 875                                                   |                                                       |
| 1930 | 1930                                                  |                                                       | 775                                                   |                                                       |
| 1940 | 1940                                                  |                                                       | 671                                                   |                                                       |
| 1950 | 1950                                                  |                                                       | 548                                                   |                                                       |
| 1960 | 1960                                                  |                                                       | 461                                                   |                                                       |
| 1970 | 1970                                                  |                                                       | 330                                                   |                                                       |
| 1980 | 1980                                                  |                                                       | 256                                                   |                                                       |
| 1990 | 1990                                                  |                                                       | 247                                                   |                                                       |
| Anm: Källor: Umeå universitet - Tabellverket 1749-1859, Demografiska databasen, CEDAR, Umeå universitet |                                                       |                                                       |                                                       |                                                       |